# 西元めいさ
西元 めいさ（にしもと めいさ、2001年4月30日 - ）は、日本のAV女優。女性アイドル、タレント、振付師。実業家。アイドルグループ・JUGS MAFIAの元メンバー(西元めいさ名義)。ワンスアチャンス、KissBeeYouthの元メンバー。ダンサーとしては外山紗里奈。西元めいさとしての事務所はLINX所属。
2023年9月現在、AV女優としては西元めいさ、ワンスアチャンスなどのアイドルグループのメンバーとしては春さりなの2つの名義を使用する。

## 略歴
2020年2月9日、KissBee8期生として加入し、研究生ユニットKissBeeYouthのメンバーとして初ステージを踏む。またユニットではKissBee Youth Team Kに加入した。同年8月にメンバーである鷹野日南が急逝したことで気持ちが沈み、のちに鬱病と診断される。2020年12月にグループ卒業。
アルバイトとして始めていたダンス講師だけは続けるが、心の病を治すため表立った活動をすべて休止する。死んだときに家族に迷惑を掛けたくないと2020年9月より一人暮らしを始めた。半年間悩んだ末に実家に戻り、2021年4月、7月11日に1日だけアイドルするグループメンバーを募集。同日の葛西区民館「DoMyBest Fes!!! SUMMER」にてアイドルグループ「ワンスアチャンス」を結成しライブを行った。翌7月12日に復活を宣言。またワンスアチャンスを正式にアイドルグループとして始動させ、9月24日に改めて賛同したメンバーとともにデビューライブを行うことを発表。グループと同名の事務所、合同会社ワンスアチャンスを設立し、同グループは以後プロデュースも行う。
同年8月27日発売の講談社『FRIDAY』にて「西元めいさ」名義でグラビア活動を行うことを明かし、同誌では鈴木ゴータ撮影による初のヘアヌードを披露した。デジタル版サイト「friday.gold」では同日から翌週木曜までえなこ、森永ケイトらを抑えグラビアアクセスランキング1位。また同日の配信ではアイドル活動は「春さりな」名義を継続し、ヌードを伴う活動のみ「西元めいさ」名義を使用すると説明した（なおプロフィール上、「西元めいさ」名義では「外山紗里奈」名義より2歳若い2001年生まれ＝20歳と表記されている）。
同年9月15日、SODクリエイト公式ツイキャスにて、「西元めいさ」名義で翌10月にAV女優としてデビューすることを発表。また「西元めいさ」名義ではプロダクションLINX所属となる（「春さりな」など他の名義の活動では、引き続き合同会社ワンスアチャンス所属）。同年9月27日発売、講談社『週刊現代』に「西元めいさ」名義でヌードグラビアを掲載。10月1日、「MAGNET by SHIBUYA 109」イベントにて、AV女優としては初の客前イベントに登壇した。
2022年7月2日、ワンスアチャンス公式Twitterにおいて、体調不良を理由として「春さりな」名義では約1か月間活動停止することを発表。「西元めいさ」名義ではイベント出演などは予定通り出演する。
2022年8月28日に秋葉原ZSTでワンスアチャンスワンマンライブを開催。本ライブをもってワンスアチャンスのグループ活動休止、「春さりな」自身もグループからの卒業という形を取った。2022年9月11日、「春さりな」と「南いるか」の2人組のユニット「春南組」を始動させる。
2022年10月21日、アイドルグループ「アフィシャナドゥdeux」への加入を発表。同年11月8日、グループ運営より解雇される。11月30日、蕎麦アレルギーによるアナフィラキシーショックとみられる症状で救急搬送され、一時は集中治療室に入った。2022年12月26日週FANZA通販フロアランキングにて、デビュー作収録の『SODstar15周年記念！厳選した人気スター女優18名 デビューSEX集めました!』が1位を記録。

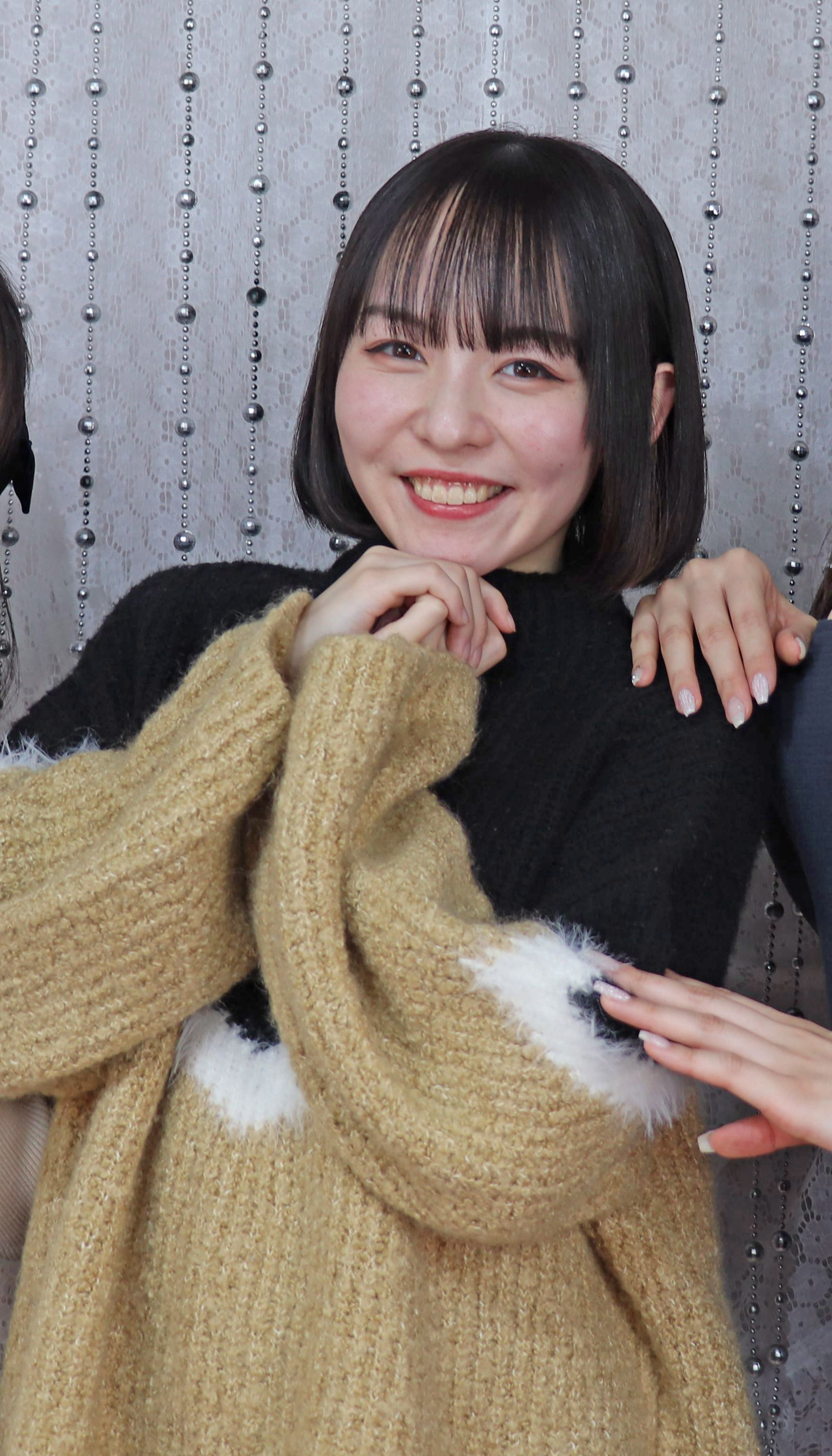
2022年12月撮影

2023年2月8日、羽生ゆか、逢沢ありあ、ふんわりれいな、闇月聖惡、青藍みぃみ 、愛編姫らで結成されたアイドルグループ「JUGS MAFIA」のメンバーとなり、デビューライブを行う。こちらは西元めいさ名義での活動となる。
同年11月7日発売作品よりkawaii*専属へとメーカーを移籍。
2024年11月8日、X（旧Twitter）にて事務所退所を報告。11月15日にはHMN WORKS専属女優として活動することがメーカーから公表され、同月24日に第1弾作品が配信開始される。
2025年5月7日、渋谷クラブクアトロ・JUGS MAFIA 2nd ONE-MAN LIVE 「Glass Reverie」にてグループを卒業。ただしメンバーのゼロ・グラビティ復帰までの期間、サポートメンバーとしてグループに関わる。これを終えると約5年間にわたるアイドル活動の終了を宣言した。振付師として活動は継続する。
女優業では2025年6月9日週FANZA動画フロアランキングにて復帰作の『【VR】【8K VR】先輩に見下ろされながら美しい顔とカラダを見せつけぬくもりを感じるほどに圧迫して、ほぼゼロ距離顔近スパイダー騎乗位と密着抱きしめ対面座位で中出し射精誘惑される 西元めいさ』（unfinished）が初登場3位を記録した。

## 人物
HIPHOPダンス歴15年。バレエ15年。第52回ジャパンカップ個人部門優勝、全国高等学校ダンスドリル選手権大会 Best Overall smile賞受賞。USA All star Nationals2017ポン部門出場などチアダンスで優秀な成績を残す。その経験からか非常に体が柔らかいのが特徴。兄弟は弟が1人いる。
よく勘違いされるがチアリーディングの経験はなく（スタンツなどアクロバティックなことはせず、専門外と発言）、競技歴があり、講師を行っているのはチアダンスである。
アイドルデビュー以前から踊ってみた動画を各種SNSで投稿しており、TikTokでは2021年8月現在フォロワー11万人以上を誇る。
小学生のころアイドルにあこがれ、家族に無断でオーディションを受けるも母に反対されて辞退した過去がある。
中学時代、男友達に廃墟で手マンされ股間から流血したことがあり、処女膜はその時に失ったと自己分析している。手マン友達にはその度にフェラチオをしてあげていたが、恋仲に発展することなく友人関係のままだった。初めてのセックスは後にその手マン友達と実家で行った。AVデビューまで彼氏はいたことがないが、経験人数は3人。
AVデビューの理由は「アイドルもAVも今しかできないって思った」から。
母親は元おニャン子クラブと発言しており、芸能活動には終始反対されていたが現在は一番の理解者となっている。
チンチラ（名前はトトロ）を飼っている（ロケや長期撮影で家を空ける時は実家に預けている）。飼い始めた動機は所有していたチンチラのコートの手触りが良くて生体も欲しくなったから（「西元めいさ 初めてのファン感謝企画!「フォロワー様のお宅訪問してHなお悩み解決します」1泊2日早漏改善弾丸ツアー!! 大阪&京都&名古屋&埼玉の4名の元へ」内で発言）。
アイドル面でも、女優面においても、作りこみすぎないことを意識しており、ドラマ作品もイメージに寄せるけどまったく別人になろうとはしないように撮影に臨んでいる。手の届かなさそうな存在感というよりは、身近な存在感の女優が目標像。

## 出演

### テレビ
- ダウンタウンのガキの使いやあらへんで!絶対に笑ってはいけない青春ハイスクール24時!（2019年12月31日‐2020年1月1日、日本テレビ）
- 他人のSEXで生きてる人々3（2021年12月、CSヌーヴェルパラダイス）
- もう!バカリズムさんの超H!（2023年2月27日、フジテレビONE）

### ラジオ
- 紗倉まなとニューヨークのマジックミラーナイト（2021年10月24日、12月18日、25日、文化放送）[39]
- ラジオのアナ〜ラジアナ・深夜3時のヒロイン（2022年9月15日、9月22日、FM NACK5）

### ウェブテレビ
- 給与明細（2022年3月28日[40]、ABEMA）

### イベント
- あずにゃんのおミルクちょーだい vol.2（2023年2月18日、東京・レフカダ新宿）[41]

## 作品

### アダルトビデオ
西元めいさ名義
- 朝ドラ系Newヒロイン!満天笑顔全力少女 西元めいさ AV DEBUT（10月21日、SODクリエイト）[15][42]
- 朝ドラ系現役アイドルT〇kT〇ker 西元めいさ 初体験で初絶頂 #初イキ #初巨根 #初3P #キャパオーバー #快感 #くびれボディ #ビクッビク（11月25日、SODクリエイト）
- 朝ドラ系現役アイドルT〇kT〇ker 西元めいさ 小さなお口でたまきん、チ〇ポ、ケツ穴まで一生懸命ナメてナメて合計9発ぜ〜んぶ顔射!おしゃぶりアイドル爆誕!#イク時は顔にかけて（12月23日、SODクリエイト）

- 現役スレンダーロリアイドルT〇kT〇ker 西元めいさ さっきまで滅茶苦茶ヤられてました。今から後ろのおじさんに挿れられます。その後もおじさん達が何人も来てひたすら廻されます。（1月27日、SODクリエイト）
- 現役アイドルT〇kT〇ker 西元めいさ 2穴丸出しでデカチン同級生を誘惑する学園の美尻マドンナ（2月23日、SODクリエイト）[43]
- 西元めいさ 初めてのファン感謝企画!「フォロワー様のお宅訪問してHなお悩み解決します」1泊2日早漏改善弾丸ツアー!! 大阪&京都&名古屋&埼玉の4名の元へ（3月24日、SODクリエイト）[44]
- 身長差40cm!! 大好きなデッカい男たちが続々登場! 即挿入! 真昼間の7時間ず～っとガリバーセックス! 人生初の6Pまでした疾風怒濤パーリナイ! 西元めいさ（4月21日、SODクリエイト）
- 極上のおもてなしと濃密ベロチュウで最高の快感をお約束!発射無制限!!禁断の現役アイドル風俗 6コス195分!!西元めいさ（5月26日、SODクリエイト）
- 男が夢見る超絶カワイイ美少女との究極イチャイチャラブ5シチュエーション ‘22梅雨 西元めいさ（6月23日、SODクリエイト）
- フェス帰りのノリノリ美少女を夜行バスで密着痴漢 何時でも股を広げる都合のいい女に仕立て上げた 西元めいさ（7月21日、SODクリエイト）
- 汗ダクダク涎ダラダラ潮吹きビチャビチャ全マシ大噴出キメセクスペシャル!! 西元めいさ（8月25日、SODクリエイト）
- 出張先の温泉旅館相部屋NTR 彼氏とののろけ話を聞いてくれた上司と魔が差し… 相性抜群で朝までやりまくる 西元めいさ（9月22日、SODクリエイト）
- ダンスで怪我した腰と股関節の治療の為、オイルマッサージにイヤイヤ行ってみたら子宮近くの一番恥ずかしい所ギリギリをほぐされ性感開発されてしまったアイドル 西元めいさ（10月20日、SODクリエイト）
- ホテルと、性欲と、西元めいさ。酔って本音が本性を呼び覚ます欲望フルスロットル! 朝になっても何度もヤリ続けた淫遊セックス（12月22日、SODクリエイト）[45]

- 肉欲上司に媚薬を盛られ取引先の社員たちにタダマン輪姦された新人女子社員 西元めいさ（2月23日、SODクリエイト）
- 「お姉ちゃんよりオマ○コがキュってしまるでしょ?」幼すぎて相手にしてなかった彼女の妹がビッチなギャル女子大生になって僕を誘惑! すぐ隣に彼女がいるにも関わらず朝まで濃厚SEX 西元めいさ（3月23日、SODクリエイト）[46]
- 初夏スペシャル! トビジオっ! 特報NEWS 勤務中ずっと痙攣・潮吹きっぱなし・失禁しても平然と原稿を読み上げる西元アナウンサー 西元めいさ（5月25日、SODクリエイト）
- 初ナマ中出し解禁! ナマ覚醒! 激イキ! 大痙攣! 本気汁まみれのデカチン生ピストン大絶頂 西元めいさ（6月22日、SODクリエイト）[47]
- 宅飲みNTR ヤリチン男たちが計画したサークルの宅飲み。酔いつぶされた彼女は僕の目の前で輪●レ●プされて、みんなに中出しされていました。 西元めいさ（7月20日、SODクリエイト）
- 【夏といえば水着! SODstar全員ビキニ祭】現役アイドルの激しすぎる挑発ダンス & 腰振り誘惑! リズム杭打ち騎乗位SEXスペシャル!! 西元めいさ（8月24日、SODクリエイト）
- 校内で同級生に見つからないようマ×コ丸出し配信して興奮していたら、バレて中出し輪×されちゃった! J系インフルエンサー 西元めいさ（9月21日、SODクリエイト）
- 現役アイドル×AV女優 西元めいさkawaii*移籍デビュー 60日間密着した人生初の大禁欲スペシャル（11月7日、kawaii*）
- 現役アイドルアルバイトのあざと可愛い誘惑に負けた僕は、密会ゲス不倫中出しセックスに溺れてしまった…。 西元めいさ（12月5日、kawaii*）

- いきなり始まるAV撮影 「えっ! さすがにここはマズイです…」 ズボッ!! 現役アイドルの裏側で即ハメ3本番 西元めいさ（1月2日、kawaii*）
- 現役アイドルが絶倫セクハラプロデューサーとロケ先の相部屋で… 無理矢理イカされ大量潮吹き、受精するまで中出しされ続けた凌辱の一夜 西元めいさ（2月6日、kawaii*）
- 10年間彼氏がいない!? 現役アイドルAV女優西元めいさと酔ってハメてすっぴん姿でめちゃくちゃ中出ししまくった 何でもありの生ハメ性交ドキュメント（3月5日、kawaii*）
- 同級生の現役アイドルめいさを催眠アプリでいいなり中出し奴隷にしてやった 西元めいさ（4月2日、kawaii*）
- 人生初! 精子ぶりぶり逆流中出し! 18発射 ザーメンシェイク異常覚醒 西元めいさ（5月7日、kawaii*）
- 隣人のゴミ部屋で異臭中年おやじに抜かずの連撃中出し42発で孕まされた制服女子の末路… 西元めいさ（6月4日、kawaii*）
- 推しアイドル中出し肉便器計画 俺の理想のアイドル像を壊したお前を徹底的に汚してやる 西元めいさ（8月6日、kawaii*）
- お騒がせアイドル、覚醒―。 西元めいさ RE:Start HMN WORKS専属女優第一号（11月24日、HMN WORKS）※配信作品
- 西元めいさ イキ地獄 ピストン10000連打100絶頂 中出しぶっかけスペシャル!!（12月22日、HMN WORKS）※配信作品

- 最近の地雷女子はヤル気なし塩対応なのに、ちょいMなボクにはその眼つきがたまらないんです…世の中舐めてる塩対応トー横女子の無関心P活 西元めいさ（1月26日、HMN WORKS）※配信作品
- めい (einac010)（2月11日、いんすた）※配信作品
- ギリギリ責めすぎインフルエンサーとオフパコ撮影会♪エロ配信で垢バン万バズライバー超過激 生ハメ めいちゃん20歳（2月20日、木曜だヨ! 全員集合っ!!）※配信作品
- ゼロ距離密着神対応 VIP専用 発射無制限現役アイドル裏風俗生中出し フルコース（2月26日、HMN WORKS）※配信作品
- めいさ (einac011)（3月9日、いんすた）※配信作品
- 彼氏いない歴 = 年齢、リアル処女設定の現役アイドルオフ日の美容師彼氏との遊園地デートハメ撮り映像流出。（3月9日、木曜だヨ! 全員集合っ!!）※配信作品
- えな & めいさ (ginac009)（4月13日、いんすた）※配信作品
- まさかの相部屋＆逆NTR 冴えない上司の俺に会社で一番の美人部下が… 西元めいさ（8月5日、プラネットプラス）

### アダルトVR
- VR CHANNEL 001 西元めいさ西元めいさを感じる（身体、唇、声、顔、素）5コーナー × 全裸観察 × 王道体位で接吻SEX × ASMR特化 × イキ顔特化 × ハメ撮り特化SEX（3月16日、SODクリエイト）

- 『暴発禁止だからね』早漏な僕にSEXを教えてくれる、初めてできた年上彼女 西元めいさ（8月24日、SODクリエイト）
- 極キメセクVR【汁マシマシ特化! 貪欲野獣セックス解禁】現役アイドルを媚薬・覚醒・絶頂・SEX中毒にしてキメパコ好き放題ハメ倒される 西元めいさ（9月25日、SODクリエイト）
- 8KVR × kawaii*女学院 ＜アオハル学園編＞ 女子校に赴任した僕にモテ期到来!? 教室で… 保健室で… 体育倉庫で… 性欲が尽きない教え子8人に痴女られ抜かれまくるハーレム逆9P大乱交 西元めいさ 乙アリス 斎藤あみり 有栖舞衣 渚みつき 千石もなか 倉本すみれ（11月29日、kawaii*）
- 8KVR × kawaii*女学院 ＜修学旅行編＞ 女子校に赴任した僕の完全モテ期!! 旅行ハイで性欲が尽きない教え子8人に痴女られ抜かれまくるハーレム逆9P大乱交 西元めいさ 乙アリス 斎藤あみり 有栖舞衣 渚みつき 千石もなか 倉本すみれ（11月29日、kawaii*）

- 【VR】【8K VR】先輩に見下ろされながら美しい顔とカラダを見せつけぬくもりを感じるほどに圧迫して、ほぼゼロ距離顔近スパイダー騎乗位と密着抱きしめ対面座位で中出し射精誘惑される 西元めいさ（6月13日、unfinished）
- 【VR】【8K VR】同窓会で再会した元彼女が婚約中のボクに迫ってきた話…西元めいさ（6月20日、unfinished）
- 【VR】SNSに載せた嘘の広告「成長促進マッサージ」を信じて受けに来た、まだ未発達の女子校生を膣内開発 西元めいさ（7月20日、KMPVR-彩-）

### イメージビデオ
2022年
- Meisa Unfinished Idol・西元めいさ（4月15日、REbecca）
- Meisa2 Traveling Idol・西元めいさ（7月21日、REbecca）

2023年
- nudie 西元めいさ（2月22日、スパイスビジュアル）
- 爽涼 ～そうりょう～ 西元めいさ（9月28日、oldman par）

### 写真集
- meisa（2022年6月29日、徳間書店、撮影：舞山秀一）ISBN 978-4-19-865476-4
- 爽涼 ～そうりょう～ 西元めいさ写真集（2023年9月25日、ジーウォーク、撮影：太田清隆）ISBN 978-4-86717-621-4

### デジタル写真集
2021年
- 西元めいさ 現役グループアイドル衝撃初ヌード vol.1 FRIDAYデジタル写真集（11月5日、講談社、撮影：鈴木ゴータ）
- 西元めいさ 現役グループアイドル衝撃初ヌード vol.2 オール未公開完全版 FRIDAYデジタル写真集（11月5日、講談社、撮影：鈴木ゴータ）

2022年
- Meisa Unfinished Idol 西元めいさ（6月1日、REbecca）

2023年
- 山岸伸 × SODデジタルヌード写真集 西元めいさ『Can you feel my』（7月1日、ソフト・オン・デマンド、撮影：山岸伸）
- れいむ 西元めいさvol.01～vol.04（10月27日、ジーウォーク、撮影：太田清隆）

2024年
- LOVEPOP デラックス 西元めいさ 001（5月10日、ラビリンス）
- LOVEPOP デラックス 西元めいさ 002（5月31日、ラビリンス）
- LOVEPOP デラックス 西元めいさ 003（6月28日、ピンク倶楽部）
- LOVEPOP デラックス 西元めいさ 004（2024年8月2日、ピンク倶楽部）
- LOVEPOP デラックス 西元めいさ 005（2024年9月6日、ラビリンス）
- LOVEPOP デラックス 西元めいさ 006（2024年9月27日、ラビリンス）
- LOVEPOP デラックス 西元めいさ 007（2024年10月18日、ラビリンス）
- LOVEPOP デラックス 西元めいさ 008（2024年11月1日、ラビリンス）
- LOVEPOP デラックス 西元めいさ 009（2024年11月29日、ラビリンス）